# Euronext
A Euronext (European New Exchange Technology) é uma bolsa de valores europeia com sede em Amsterdã e sede corporativa em La Défense na Grande Paris, que opera mercados em Amsterdã, Bruxelas, Londres, Lisboa, Dublin, Oslo e Paris. Com cerca de 1.500 empresas listadas no valor de 4,1 trilhões de euros em capitalização de mercado no final de julho de 2019, a Euronext é a maior bolsa de valores da Europa continental. Além dos mercados de caixa e derivativos, a Euronext fornece dados de mercado de listagem, serviços de custódia e liquidação. Sua oferta total de produtos inclui ações, fundos negociados em bolsa, warrants e certificados, títulos, derivativos, commodities e índices, além de uma plataforma de negociação em moeda estrangeira.
Seguindo suas origens desde a fundação da Bolsa de Amsterdã em 1602 pela Companhia Holandesa das Índias Orientais e da Bolsa de Paris em 1724, após o colapso financeiro da bolha do Mississippi, a Euronext foi fundada em 2000 pela fusão das bolsas em Amsterdã, Paris e Bruxelas. Desde então, a Euronext cresceu desenvolvendo serviços e adquirindo bolsas adicionais e, depois de ter sido incorporada à Bolsa de Valores de Nova York (NYSE) de 2007 a 2014 sob o nome de NYSE Euronext, tornou-se uma vez mais uma bolsa europeia independente desde então.
Desde seu IPO em 2014, a Euronext expandiu sua presença na Europa e diversificou seus fluxos de receita com a aquisição da FastMatch, uma operadora global de mercado de câmbio, em 2017, a Bolsa de Valores da Irlanda em 2018 e a Oslo Børs VPS, o proprietário da bolsa de valores norueguesa, em 2019.